# Championnats de France de curling
 (juin 2025).
Si vous disposez d'ouvrages ou d'articles de référence ou si vous connaissez des sites web de qualité traitant du thème abordé ici, merci de compléter l'article en donnant les références utiles à sa vérifiabilité et en les liant à la section « Notes et références ».
Les championnats de France de curling ont été créés en 1951 pour les hommes et en 1971 pour les femmes par Emmanuel Muntlak. Cette liste désigne également les équipes et les joueurs ou joueuses de la sélection nationale représentant la France aux compétitions internationales.  

## Équipes masculines
La France a son championnat national masculin depuis 1951. Depuis 2021, le comité de la CSN et de la FFSG a décidé de ne plus organiser de championnat à proprement parler mais a instauré un chemin de sélection obligatoire ainsi que des confrontations entre les équipes compétitives. 
| Année | Skip                 | Vainqueur               | Lead               | Second             | Third                 | Fourth               | Autre joueur     | Coach            |
| ----- | -------------------- | ----------------------- | ------------------ | ------------------ | --------------------- | -------------------- | ---------------- | ---------------- |
| 1951  | L. Baillon           | Megève                  |                    |                    |                       |                      |                  |                  |
| 1952  | A. Gires             | Megève                  |                    |                    |                       |                      |                  |                  |
| 1953  | A. Roy               | Megève                  |                    |                    |                       |                      |                  |                  |
| 1954  | E. Muntlak           | Megève                  |                    |                    |                       |                      |                  |                  |
| 1955  | C. Fichoux           | Megève                  |                    |                    |                       |                      |                  |                  |
| 1956  | H. Lafit             | Chamonix                |                    |                    |                       |                      |                  |                  |
| 1957  | Maurice Sulpice      | Megève                  |                    |                    |                       |                      |                  |                  |
| 1958  | Maurice Sulpice      | Megève                  |                    |                    |                       |                      |                  |                  |
| 1959  | O. Polinger          | Megève                  |                    |                    |                       |                      |                  |                  |
| 1960  | Jean Albert Sulpice  | Megève                  |                    |                    |                       |                      |                  |                  |
| 1961  | Jean Albert Sulpice  | Megève                  |                    |                    |                       |                      |                  |                  |
| 1962  | M. Maisonny          | Megève                  |                    |                    |                       |                      |                  |                  |
| 1963  | H. Lafit             | Chamonix                |                    |                    |                       |                      |                  |                  |
| 1964  | Jean Albert Sulpice  | Megève                  |                    |                    |                       |                      |                  |                  |
| 1965  | Pierre Boan          | Mt. d'Arbois (Megève)   |                    |                    |                       |                      |                  |                  |
| 1966  | Pierre Boan          | Mt. d'Arbois (Megève)   |                    |                    |                       |                      |                  |                  |
| 1967  | Jean Albert Sulpice  | Megève                  | Pierre Boan        | Phillipe Chambat   | Maurice Sulpice       | Jean Albert Sulpice  |                  |                  |
| 1968  | Pierre Boan          | Mt. d'Arbois (Megève)   | Maurice Sulpice    | Alain Bozon        | Jean Albert Sulpice   | Pierre Boan          |                  |                  |
| 1969  | Pierre Boan          | Mt. d'Arbois (Megève)   | Richard Duvillard  | André Tronc        | André Mabboux         | Pierre Boan          | Gerard Pasquier  |                  |
| 1970  | Jean Albert Sulpice  | Megève                  |                    |                    |                       |                      |                  |                  |
| 1971  | Pierre Boan          | Mt. d'Arbois (Megève)   |                    |                    |                       |                      |                  |                  |
| 1972  | Pierre Boan          | Mt. d'Arbois (Megève)   |                    |                    |                       |                      |                  |                  |
| 1973  | Pierre Boan          | Mt. d'Arbois (Megève)   |                    |                    |                       |                      |                  |                  |
| 1974  | Pierre Duclos        | Megève                  |                    |                    |                       |                      |                  |                  |
| 1975  | André Tronc          | Mt. d'Arbois (Megève)   |                    |                    |                       |                      |                  |                  |
| 1976  | André Tronc          | Mt. d'Arbois (Megève)   |                    |                    |                       |                      |                  |                  |
| 1977  | Pierre Boan          | Mt. d'Arbois (Megève)   |                    |                    |                       |                      |                  |                  |
| 1978  | Pierre Boan          | Mt. d'Arbois (Megève)   |                    |                    |                       |                      |                  |                  |
| 1979  | Pierre Saas          | Strasbourg              |                    |                    |                       |                      |                  |                  |
| 1980  | Henri Müller         | Bischeim (Strasbourg)   |                    |                    |                       |                      |                  |                  |
| 1981  | Gérard Alazet        | Megève                  |                    |                    |                       |                      |                  |                  |
| 1982  | Gérard Natter        | Belfort                 |                    |                    |                       |                      |                  |                  |
| 1983  | Henri Müller         | Strasbourg              |                    |                    |                       |                      |                  |                  |
| 1984  | Maurice Mercier      | Megève                  |                    |                    |                       |                      |                  |                  |
| 1985  | Dominique Dupont-Roc | Megève                  |                    |                    |                       |                      |                  |                  |
| 1986  | Jean-Francois Orset  | Megève                  |                    |                    |                       |                      |                  |                  |
| 1987  | Christophe Boan      | Megève                  |                    |                    |                       |                      |                  |                  |
| 1988  | Dominique Dupont-Roc | Megève                  |                    |                    |                       |                      |                  |                  |
| 1989  | Dominique Dupont-Roc | Megève                  |                    |                    |                       |                      |                  |                  |
| 1990  | Dominique Dupont-Roc | Megève                  |                    |                    |                       |                      |                  |                  |
| 1991  | Christophe Boan      | Megève                  |                    |                    |                       |                      |                  |                  |
| 1992  | Claude Feige         | Paris-Meudon            |                    |                    |                       |                      |                  |                  |
| 1993  | Christophe Boan      | Megève                  |                    |                    |                       |                      |                  |                  |
| 1994  | Claude Feige         | Boulogne-Billancourt    |                    |                    |                       |                      |                  |                  |
| 1995  | Dominique Dupont-Roc | Megève                  |                    |                    |                       |                      |                  |                  |
| 1996  | Dominique Dupont-Roc | Megève                  |                    |                    |                       |                      |                  |                  |
| 1997  | Dominique Dupont-Roc | Megève                  |                    |                    |                       |                      |                  |                  |
| 1998  | Non couru            |                         |                    |                    |                       |                      |                  |                  |
| 1999  | Thierry Mercier      | Megève                  | Gerard Ravello     | Eric Laffin        | Cyrille Prunet        | Thierry Mercier      | Lionel Tournier  |                  |
| 2000  | Dominique Dupont-Roc | Chamonix                | Spencer Mugnier    | Thomas Dufour      | Jan Henri Ducroz      | Dominique Dupont-Roc | Philippe Caux    |                  |
| 2001  | Thierry Mercier      | Megève                  | Lionel Tournier    | Eric Laffin        | Cyrille Prunet        | Thierry Mercier      |                  |                  |
| 2002  | Dominique Dupont-Roc | Chamonix                | Philippe Caux      | Spencer Mugnier    | Jan Henri Ducroz      | Dominique Dupont-Roc | Julien Charlet   |                  |
| 2003  | Thomas Dufour        | Chamonix                | Tony Angiboust     | Lionel Roux        | Philippe Caux         | Thomas Dufour        | Julien Charlet   | Hervé Poirot     |
| 2004  | Thierry Mercier      | Megève                  | Jérémy Frarier     | Eric Laffin        | Cyrille Prunet        | Thierry Mercier      | Thomas Dufour    | Robert Biondina  |
| 2005  | Thomas Dufour        | Chamonix                | Richard Ducroz     | Tony Angiboust     | Philippe Caux         | Thomas Dufour        | Jan Henri Ducroz | Hervé Poirot     |
| 2006  | Thomas Dufour        | Chamonix                | Richard Ducroz     | Jan Henri Ducroz   | Tony Angiboust        | Thomas Dufour        | Raphael Mathieu  | Daniel Rafael    |
| 2007  | Thierry Mercier      | Megève                  | Richard Ducroz     | Jan Henri Ducroz   | Tony Angiboust        | Thomas Dufour        | Raphael Mathieu  | André Ferland    |
| 2008  | Thomas Dufour        | Chamonix                | Jan Henri Ducroz   | Richard Ducroz     | Tony Angiboust        | Thomas Dufour        | Raphael Mathieu  | André Ferland    |
| 2009  | Thomas Dufour        | Chamonix                | Richard Ducroz     | Jan Henri Ducroz   | Tony Angiboust        | Thomas Dufour        | Raphael Mathieu  | André Ferland    |
| 2010  | Thomas Dufour        | Chamonix                | Wilfrid Coulot     | Lionel Roux        | Thomas Dufour         | Tony Angiboust       | Jan Henri Ducroz | Jan Henri Ducroz |
| 2011  | Thomas Dufour        | Chamonix                | Wilfrid Coulot     | Lionel Roux        | Thomas Dufour         | Tony Angiboust       | Jérémy Frarier   | Björn Schröder   |
| 2012  | Thomas Dufour        | Chamonix                | Jérémy Frarier     | Wilfrid Coulot     | Lionel Roux           | Thomas Dufour        | Tony Angiboust   | Björn Schröder   |
| 2013  | Joffrey Vincent      | Saint-Gervais-les Bains | Guillaume Vincent  | Frédéric Buttoudin | Rodolphe Vincent      | Joffrey Vincent      | Tom Berrin       | Alain Contat     |
| 2014  | Joffrey Vincent      | Saint-Gervais-les Bains | Guillaume Vincent  | Frédéric Buttoudin | Rodolphe Vincent      | Joffrey Vincent      | Tom Berrin       | Alain Contat     |
| 2015  | Wilfrid Coulot       | Besançon                | Simon Pagnot       | Louis Pizon        | Jean-Olivier Biechely | Wilfrid Coulot       | Sylvain Mouterde |                  |
| 2016  | Julien Thomas        | Valence                 | Jacques Blachier   | Patrick Duchamp    | Paul Arrossamena      | Julien Thomas        | Benoît Flory     | Paul Arrosamena  |
| 2017  | Eddy Mercier         | Megève                  | Killian Gaudin     | Eddy Mercier       | Quentin Morard        | Thierry Mercier      | Théo Ducroz      | Thierry Mercier  |
| 2018  | Eddy Mercier         | Megève                  | Killian Gaudin     | Quentin Morard     | Eddy Mercier          | Jérémy Frarier       | /                | Thierry Mercier  |
| 2019  | Eddy Mercier         | Megève                  | Leo Tuaz           | Roger Gulka        | Eddy Mercier          | Quentin Morard       | Killian Gaudin   | Thierry Mercier  |
| 2020  | Stéphane Vergnaud    | Viry-Châtillon          | Cédric Zakrzewski  | William Naquin     | Jérémie Besseige      | Stéphane Vergnaud    |                  |                  |
| 2021  | /                    | /                       | /                  | /                  | /                     | /                    | /                | /                |
| 2022  | Eddy Mercier         | Megève                  | Killian Gaudin     | Yannick Valvassori | Eddy Mercier          | Quentin Morard       | Leo Tuaz         | Thierry Mercier  |
| 2023  | Eddy Mercier         | Megève                  | Killian Gaudin     | Yannick Valvassori | Eddy Mercier          | Quentin Morard       | Thierry Mercier  | Thierry Mercier  |
| 2024  | Eddy Mercier         | Megève                  | Yannick Valvassori | Killian Gaudin     | Eddy Mercier          | Quentin Morard       | Thierry Mercier  | Thierry Mercier  |
| 2025  | Eddy Mercier         | Megève                  | Killian Gaudin     | Yannick Valvassori | Eddy Mercier          | Quentin Morard       | Mathias Guenoun  | Thierry Mercier  |

## Équipes féminines
Liste des équipes vainqueurs des championnats de France de curling. Depuis 2021, le comité de la CSN et de la FFSG a décidé de ne plus organiser de championnat à proprement parler mais a instauré un chemin de sélection obligatoire ainsi que des confrontations entre les équipes compétitives. 
| Année | Skip                   | Vainqueur                | Lead             | Second           | Third                  | Fourth             | Autre joueur     | Coach             |
| ----- | ---------------------- | ------------------------ | ---------------- | ---------------- | ---------------------- | ------------------ | ---------------- | ----------------- |
| 1971  | Agnès Mercier          | Megève                   |                  |                  |                        |                    |                  |                   |
| 1972  | H. Pfirter             | Paris                    |                  |                  |                        |                    |                  |                   |
| 1973  | C. Barraud             | Saint-Gervais            |                  |                  |                        |                    |                  |                   |
| 1974  | Agnès Mercier          | Megève                   |                  |                  |                        |                    |                  |                   |
| 1975  | Paulette Delachat      | Megève                   |                  |                  |                        |                    |                  |                   |
| 1976  | Paulette Dalachat      | Mt. d'Arbois (Megève)    |                  |                  |                        |                    |                  |                   |
| 1977  | Paulette Dalachat      | Mt. d'Arbois (Megève)    |                  |                  |                        |                    |                  |                   |
| 1978  | Paulette Dalachat      | Mt. d'Arbois (Megève)    |                  |                  |                        |                    |                  |                   |
| 1979  | Paulette Dalachat      | Mt. d'Arbois (Megève)    |                  |                  |                        |                    |                  |                   |
| 1980  | Paulette Sulpice       | Mt. d'Arbois (Megève)    |                  |                  |                        |                    |                  |                   |
| 1981  | Annie Muller-Rosenbach | Strasbourg               |                  |                  |                        |                    |                  |                   |
| 1982  | Paulette Sulpice       | Mt. d'Arbois (Megève)    |                  |                  |                        |                    |                  |                   |
| 1983  | Paulette Sulpice       | Mt. d'Arbois (Megève)    |                  |                  |                        |                    |                  |                   |
| 1984  | Paulette Sulpice       | Mt. d'Arbois (Megève)    |                  |                  |                        |                    |                  |                   |
| 1985  | Paulette Sulpice       | Mt. d'Arbois (Megève)    |                  |                  |                        |                    |                  |                   |
| 1986  | Agnès Mercier          | Megève                   |                  |                  |                        |                    |                  |                   |
| 1987  | Agnès Mercier          | Megève                   |                  |                  |                        |                    |                  |                   |
| 1988  | Agnès Mercier          | Megève                   |                  |                  |                        |                    |                  |                   |
| 1989  | Brigitte Lamy          | Megève                   |                  |                  |                        |                    |                  |                   |
| 1990  | Annick Mercier         | Megève                   |                  |                  |                        |                    |                  |                   |
| 1991  | Annick Mercier         | Megève                   |                  |                  |                        |                    |                  |                   |
| 1992  | Annick Mercier         | Megève                   |                  |                  |                        |                    |                  |                   |
| 1993  | Laurence Bibollet      | Les Contamines           |                  |                  |                        |                    |                  |                   |
| 1994  | Annick Mercier         | Megève                   |                  |                  |                        |                    |                  |                   |
| 1995  | Annick Mercier         | Megève                   |                  |                  |                        |                    |                  |                   |
| 1996  | Annick Mercier         | Megève                   |                  |                  |                        |                    |                  |                   |
| 1997  | Andrée Dupont-Roc      | Megève                   |                  |                  |                        |                    |                  |                   |
| 1998  | Non couru              | /                        | /                | /                | /                      | /                  | /                | /                 |
| 1999  | Aude Bénier            | Saint-Gervais            |                  |                  |                        |                    |                  |                   |
| 2000  | Sandrine Morand        | Megève                   |                  |                  |                        |                    |                  |                   |
| 2001  | Sandrine Morand        | Megève                   |                  |                  |                        |                    |                  |                   |
| 2002  | Sandrine Morand        | Megève                   |                  |                  |                        |                    |                  |                   |
| 2003  | Sandrine Morand        | Megève                   |                  |                  |                        |                    |                  |                   |
| 2004  | Sandrine Morand        | Megève                   |                  |                  |                        |                    |                  |                   |
| 2005  | Sandrine Morand        | Megève                   |                  |                  |                        |                    |                  |                   |
| 2006  | Karine Baechelen       | Chamonix                 |                  |                  |                        |                    |                  |                   |
| 2007  | Karine Baechelen       | Chamonix                 |                  |                  |                        |                    |                  |                   |
| 2008  | Sandrine Morand        | Chamonix                 |                  |                  |                        |                    |                  |                   |
| 2009  | Marie Coulot           | Besançon                 |                  |                  |                        |                    |                  |                   |
| 2010  | Marie Coulot           | Besançon                 |                  |                  |                        |                    |                  |                   |
| 2011  | Marie Coulot           | Besançon                 |                  |                  |                        |                    |                  |                   |
| 2012  | Charlotte Duquet       | Besançon                 |                  |                  |                        |                    |                  |                   |
| 2013  | Pauline Jeanneret      | Besançon                 |                  |                  |                        |                    |                  |                   |
| 2014  | Pauline Jeanneret      | Besançon                 |                  |                  |                        |                    |                  |                   |
| 2015  | Pauline Jeanneret      | Besançon.                |                  |                  |                        |                    |                  |                   |
| 2016  | Manon Humbert          | Besançon                 |                  |                  |                        |                    |                  |                   |
| 2017  |                        |                          |                  |                  |                        |                    |                  |                   |
| 2018  | Céline Lagree          | Viry-Châtillon           | Anne-Lise Muller | Séverine Bordier | Céline Lagree          | Eva Lafage         | /                | Stéphane Vergnaud |
| 2019  | Stéphanie Barbarin     | Saint-Gervais Mont Blanc | Maud Rossi       | Chana Beitone    | Laure Mutazzi Duponcel | Stephanie Barbarin | /                | /                 |
| 2020  |                        | Besançon.                |                  |                  |                        |                    |                  |                   |
| 2021  | /                      | /                        | /                | /                | /                      | /                  | /                | /                 |
| 2022  | Allison Brageul        | Collectif National       | Sylvie Reist     | Elodie Fuchs     | Elodie Verger          | Allison Brageul    |                  | Thierry Mercier   |
| 2023  | Elodie Fuchs           | Megève                   | Sylvie Reist     | Elodie Fuchs     | Elodie Verger          | Kseniia Bushmakina | Ksenyia Shevchuk | Thierry Mercier   |
| 2024  | Elodie Fuchs           | Colmar                   |                  |                  |                        |                    |                  |                   |
| 2025  | Pauline Jeanneret      | Besançon                 | Delphine Charlet | Manon Humbert    | Pauline Jeanneret      | Ksenyia Shevchuk   |                  | Laurence Bidaud   |

## Championnat de France Junior
| Année | Skip         | Club   | Lead           | Second                    | Third          | Fourth         | Alternate               | Coach                 |
| ----- | ------------ | ------ | -------------- | ------------------------- | -------------- | -------------- | ----------------------- | --------------------- |
| 2015  | Theo Ducroz  |        | Eddy Mercier   | Ambroise Moutarde-Couttet | Quentin Morard | Théo Ducroz    |                         | Jean Olivier Biechely |
| 2016  | Theo Ducroz  | Megève | Killian Gaudin | Eddy Mercier              | Quentin Morard | Théo Ducroz    |                         | Thierry Mercier       |
| 2017  | Eddy Mercier | Megève | Killian Gaudin | Eddy Mercier              | Quentin Morard | Théo Ducroz    | Leo Tuaz                | Thierry Mercier       |
| 2018  | Eddy Mercier | Megève | Killian Gaudin | Leo Tuaz                  | Eddy Mercier   | Quentin Morard | Merlin Gros-Soubzmaigne | Thierry Mercier       |
| 2019  | Eddy Mercier | Megève | Killian Gaudin | Leo Tuaz                  | Eddy Mercier   | Quentin Morard | Merlin Gros-Soubzmaigne | Thierry Mercier       |
| 2020  | Eddy Mercier | Megève | Killian Gaudin | Leo Tuaz                  | Eddy Mercier   | Quentin Morard | Merlin Gros-Soubzmaigne | Thierry Mercier       |
| 2021  | /            | /      | /              | /                         | /              | /              | /                       | /                     |
| 2022  | Eddy Mercier | Megève | Damien Henry   | Leo Tuaz                  | Killian Gaudin | Eddy Mercier   | Steven Henry            | Thierry Mercier       |

| Année | Skip         | Club     | Lead          | Second        | Third           | Fourth       | Alternate              | Coach |
| ----- | ------------ | -------- | ------------- | ------------- | --------------- | ------------ | ---------------------- | ----- |
| 2011  | Anna Li      | Besançon | Emma Ferrari  | Salomé Bourny | Clémence Gainet | Anna Li      |                        |       |
| 2010  | Marie Coulot | Besançon | Manon Humbert | Anna Li       | Aurélie Baliff  | Marie Coulot |                        |       |
| 2009  | Marie Coulot | Besançon | Manon Humbert | Anna Li       | Solène Coulot   | Marie Coulot | Anne-Claire Beaubestre |       |

## Championnat de France double mixte
| Année | Club           | Homme              | Femme              |
| ----- | -------------- | ------------------ | ------------------ |
| 2008  |                | Lionel Roux        | Hélène Grieshaber  |
| 2009  | Besançon       | Wilfrid Coulot     | Solène Coulot      |
| 2010  | /              | /                  | /                  |
| 2011  |                | Amaury Pernette    | Pauline Jeanneret  |
| 2012  | Chamonix       | Tony Angiboust     | Delphine Charlet   |
| 2013  |                | Romain Borini      | Pauline Jeanneret  |
| 2014  | Chamonix       | Tony Angiboust     | Delphine Charlet   |
| 2015  | Megève         | Thierry Mercier    | Catherine Emberger |
| 2016  | Megève         | Romain Borini      | Sandrine Morand    |
| 2017  | Megève         | Romain Borini      | Sandrine Morand    |
| 2018  | Megève         | Romain Borini      | Sandrine Morand    |
| 2019  | Besançon       | David Baumgartner  | Manon Humbert      |
| 2020  | Besançon       | David Baumgartner  | Manon Humbert      |
| 2021  | /              | /                  | /                  |
| 2022  | Nice           | Yannick Valvassori | Elodie Verger      |
| 2023  | Viry Chatillon | Léo Rousselière    | Ksenyia Shevchuk   |

## Championnat de France mixte
| Année | Skip              | Club           | Lead               | Second            | Third           | Fourth            | Alternate | Coach |
| ----- | ----------------- | -------------- | ------------------ | ----------------- | --------------- | ----------------- | --------- | ----- |
| 2015  | Thierry Mercier   | Megève         | Catherine Emberger | Romain Borini     | Sandrine Morand | Thierry Mercier   |           |       |
| 2016  | Stéphane Vergnaud | Viry-Châtillon | Céline Lagree      | Mathieu Dorbe     | Allison Brageul | Stéphane Vergnaud |           |       |
| 2017  | Stéphane Vergnaud | Viry-Châtillon | Céline Lagree      | Laurent Vergnaud  | Allison Brageul | Stéphane Vergnaud |           |       |
| 2018  | Romain Borini     | Megève         | Manon Humbert      | David Baumgartner | Sandrine Morand | Romain Borini     |           |       |
| 2019  | Stéphane Vergnaud | Viry-Châtillon | Céline Lagree      | Laurent Vergnaud  | Eva Lafage      | Stéphane Vergnaud |           |       |
| 2020  |                   |                |                    |                   |                 |                   |           |       |

## Championnat de France Elite de tir à la cible
Le Championnat de France de tir à la cible est une compétition organisée au sein des championnats de France Elite organisée par la FFSG. C'est une compétition de courte durée adaptée pour les championnats de France Elite afin de montrer la discipline du Curling lors de ce regroupement sportif. Les règles consistent en des confrontations de LSD (Last Stone Draw) en 1 contre 1. Chaque joueur joue 3 pierres et le joueur avec la plus petite moyenne de distance par rapport au centre de la maison l'emporte.
Pour l'année 2024, le championnat a subi des modifications et a été adapté pour être un format court par équipe de deux joueurs.
| Année | OR                                | ARGENT                        | BRONZE                          |
| ----- | --------------------------------- | ----------------------------- | ------------------------------- |
| 2019  | Killian Gaudin                    | Julien Thomas                 | Thierry Mercier                 |
| 2021  | /                                 | /                             | /                               |
| 2022  | Killian Gaudin                    | Eddy Mercier                  | Leo Tuaz                        |
| 2023  | Killian Gaudin                    | Quentin Morard                | Ksenyia Shevchuk                |
| 2024  | Killian Gaudin Kseniia Bushmakina | Benoit Flory Patrick Duchamps | Wilfrid Coulot Ksenyia Shevchuk |

## Championnat de France Open air
Défini depuis quelques années lors du tournoi Open air des Contamines-Montjoie, les champions de France Open air sont organisés en parallèle du tournoi international Open air des Contamines-Montjoie.
|      | Equipe         | Skip                  | Lead             | Second           | Third        | Fourth             |
| ---- | -------------- | --------------------- | ---------------- | ---------------- | ------------ | ------------------ |
| 2019 |                | Eddy Mercier          | Sandrine Morand  | /                | Eddy Mercier | Stéphanie Barbarin |
| 2020 |                |                       |                  |                  |              |                    |
| 2021 |                |                       |                  |                  |              |                    |
| 2022 |                |                       |                  |                  |              |                    |
| 2023 |                |                       |                  |                  |              |                    |
| 2024 | Besançon       | Jean-Olivier Biechely | Alexandre Lelong | Sylvain Mouterde | Simon Pagnot |                    |
| 2025 | Viry-Châtillon |                       |                  |                  |              |                    |